# 프라이머

DNA복제과정

프라이머(primer) 또는 시발체(始發體)는 DNA 합성(중합)의 기시점이 되는 짧은 유전자 서열이며, PCR진단, DNA sequencing 등에 이용할 목적으로 합성된 것이다.
DNA 복제에 프라이머가 필요한 이유는 과정을 촉매하는 효소인 DNA중합효소가 이미 존재하는 유전자 가닥에 새로운 뉴클레오타이드를 붙이는 역할만 할 수 있기 때문이다. DNA중합효소는 프라이머의 3'end에서 시작하여 반대편 가닥을 복제한다.
많은 경우의 DNA 복제과정에서 DNA합성에 이용되는 프라이머는 짧은 가닥의 RNA이다.
생화학과 분자생물학에서 DNA sequencing, PCR 등 DNA중합효소가 이용되는 실험과정에 프라이머가 요구된다. 이러한 프라이머들은 주로 20∼30 염기쌍의 길이로, 화학적으로 합성된 올리고뉴클레오타이드이다.
프라이머는 DNA합성을 위한 시작점으로서 RNA또는 DNA(일반적으로 약 18-22개의 염기 서열)를 가지고 있다. DNA복제를 방해하는 효소들이 DNA에 새로운 뉴클레오티드를 추가할 수 있기 때문에 DNA복제는 DNA에 새로운 뉴클레오티드를 추가할 필요가 있다. 중합 효소는 프라이머의 3'-end에서 복제를 시작하고 반대쪽의 가닥을 복사한다. 체내 DNA복제는 RNA리보 핵산 가수 분해 효소의 짧은 가닥 가닥을 활용하고, DNA합성을 유도하기 위한 DNA합성을 시작한다. 이러한 RNA분해 효소는 novo로 만들 수 있다. 반면에, 생화학과 분자 생물학에서 DNA중합 효소를 포함하는 많은 체외 실험실들은 DNA primers를 사용한다. 왜냐하면 그들은 더 안정한 온도를 가지고 있기 때문이다.

## 합성 프라이머의 이용
DNA염기 서열은 DNA가닥의 뉴클레오티드를 결정하는데 사용된다. Sanger 사슬 종료 방법은 체인 반응을 시작하기 위한 프라이머를 사용한다.
PCR에서, PCR은 PCR프로세스에 의해 증폭될 수 있는 DNA조각을 결정하는데 사용된다. primers의 길이는 대개 30(일반적으로 18–24)뉴클레오타이드보다 길지 않다.
DNA조각의 시작과 끝 부분을 증폭시킬 필요가 있다.그들은 서로 직접적으로 복제한다.
중합 효소에 의한 하나의 프라이머의 확장은 다른 하나의 본보기가 되고, 따라서 표적 조각의 기하 급수적 증가가 이뤄진다.
원핵 생물이 DNA합성에 항상 적합하지는 않지만, 실제로는 RNA합성에 사용되는 인플루엔자 중합효소에 의해 사용될 수 있다는 것을 알 수 있다.